# Günter Switek
Günter Switek SJ (* 15. April 1933 in Dortmund) ist ein deutscher römisch-katholischer Theologe.

## Leben
Er trar 1953 in den Orden ein und wurde 1965 zum Priester geweiht. Als Professor für Theologie des geistlichen Lebens und Geschichte der Spiritualität lehrte er von 1975 bis 2001 an der Philosophisch-Theologischen Hochschule Sankt Georgen. Von 2002 bis 2011 war er Hausgeistlicher bei den Missionsschwestern  vom hl. Namen Mariä im Kloster Nette. Seit 2015 lebt er in der Seniorenkommunität Friedrich Spee in Köln-Mülheim.

## Schriften (Auswahl)
- In Armut predigen. Untersuchungen zum Armutsgedanken bei Ignatius von Loyola (= Studien zur Theologie des geistlichen Lebens. Band 6). Echter, Würzburg 1972, ISBN 3-429-00268-0 (zugleich Dissertation, Gregoriana 1970).
  - Pedro Escobar (Übersetzer): Praedicare in paupertate. Estudios sobre el concept de pobreza según Ignacio de Loyola (= Recherches . Band 9). Centrum Ignatianum Spiritualitatis, Rom 1975, OCLC 213792642 (zugleich Dissertation, Gregoriana 1970).
- als Herausgeber mit Karl Frielingsdorf: Entscheidung aus dem Glauben. Modelle für religiöse Entscheidungen und eine christliche Lebensorientierung (= Grünewald-Praxis). Matthias-Grünewald-Verlag, Mainz 1978, ISBN 3-7867-0718-9.
- als Herausgeber mit Michael Sievernich: Ignatianisch. Eigenart und Methode der Gesellschaft Jesu. Herder, Freiburg im Breisgau/Basel/Wien 1990, ISBN 3-451-21842-9.
  - als Herausgeber mit Michael Sievernich: Ignatianisch. Eigenart und Methode der Gesellschaft Jesu. 2. Auflage, Herder, Freiburg im Breisgau/Basel/Wien 1991, ISBN 3-451-21842-9.